# 日本列島ズバリリクエスト
日本列島ズバリリクエスト（にっぽんれっとう/にほんれっとう-）は、近畿放送（現：京都放送）で放送された、若者向け深夜ラジオ番組である。通称"ズバリク"。

## 番組概要
1972年10月2日にスタジオ300の後番組として開始。放送時間は、1974年3月までは毎週 月 - 土の24:00 - 26:00。1974年4月から1978年3月までは23:00 - 26:00、1978年4月から1979年3月までは23:00 - 25:00放送。1979年3月31日に終了。後番組はハイヤング11。
パーソナリティに地元京都で活躍する歌手を多く起用し、スタジオ生ライブを行うなど音楽色も強かったが、リスナーから寄せられたハガキに基づくコーナーにも力を入れていた。後に桂文珍やオール阪神・巨人といったお笑い芸人の起用も行った。
1974年4月から1978年3月の間が、第一次の隆盛期。当時、関西の深夜放送は大阪の朝日放送「ABCヤングリクエスト」および毎日放送の「MBSヤングタウン」が人気を二分する中、一人のパーソナリティが週に2日 × 4時間担当するという独自の「濃い密着度」で固定ファンをつかんだ。「宵々山コンサート」が最盛であったのもこの頃。番組が盛り上がると五時までしばしば延長された。年末にはオールナイト企画もあった。
1978年4月以降は近畿放送がニッポン放送 制作のナイター中継、オールナイトニッポン等のネット開始に伴い、放送時間が短縮され、ナイター中継延長時にも時間短縮を受けた事に対する当時のリスナーからの批判は少なからぬものがあった。この時期から生放送ではなく、録音の曜日が増えたことが番組の凋落に繋がった。
やしきたかじんが京都市内の橘女子高等学校（現京都橘中学校・高等学校)の生徒に対して「タチブス」という不適切な発言をした所、番組を聞いていた同校教諭からの訴えにより、番組を降板した。

### 放送時間の変遷
| 期間    | 期間    | 放送時間（日本時間）   | 放送時間（日本時間）   | 放送時間（日本時間） |
| 期間    | 期間    | 月曜日 - 木曜日        | 金曜日･土曜日          |                      |
| ------- | ------- | ---------------------- | ---------------------- | -------------------- |
| 1972.10 | 1973.09 | 24:00 - 26:00（120分） | 24:00 - 26:00（120分） |                      |
| 1973.10 | 1974.03 | 24:00 - 26:30（150分） | 24:00 - 26:00（120分） |                      |
| 1974.04 | 1978.03 | 23:00 - 26:00（180分） | 23:00 - 26:00（180分） |                      |
| 1978.04 | 1979.03 | 23:00 - 25:00（120分） | 23:00 - 25:00（120分） |                      |

## 担当パーソナリティ
- 1972年10月2日 - 1974年3月30日：尾崎千秋（月・水・金）／諸口あきら（火・木・土）
- 1974年4月1日 - 1976年10月2日：尾崎千秋（月・火）／高石ともやとザ・ナターシャー・セブン（水・木）／諸口あきら（金・土）
- 1976年10月4日 - 1976年12月：尾崎千秋（月）／笑福亭鶴瓶（火）／横井くにえ（水）／オール阪神・巨人（木）／きたむらけん（金）／諸口あきら（土）
- 1977年1月 - 1977年4月2日：尾崎千秋（月）／笑福亭鶴瓶（火）／キャンディー浅田（水）／オール阪神・巨人（木）／きたむらけん（金）／諸口あきら（土）
- 1977年4月4日 - 1977年12月：尾崎千秋（月）／桂文珍（火）／キャンディー浅田（水）／オール阪神・巨人（木）／きたむらけん（金）／諸口あきら（土）
- 1978年1月 - 1979年1月20日：尾崎千秋（月）／桂文珍（火）／やしきたかじん（水）／オール阪神・巨人（木）／きたむらけん（金）／諸口あきら（土）
- 1979年1月22日 - 1979年3月31日：尾崎千秋（月）／桂文珍（火）／広見早苗（水）／オール阪神・巨人（木）／きたむらけん（金）／諸口あきら（土）

### パーソナリティの変遷
| 期間       | 期間       | パーソナリティ | パーソナリティ | パーソナリティ                      | パーソナリティ                      | パーソナリティ | パーソナリティ |
| 期間       | 期間       | 月曜日         | 火曜日         | 水曜日                              | 木曜日                              | 金曜日         | 土曜日         |
| ---------- | ---------- | -------------- | -------------- | ----------------------------------- | ----------------------------------- | -------------- | -------------- |
| 1972.10.02 | 1974.03.30 | 尾崎千秋       | 諸口あきら     | 尾崎千秋                            | 諸口あきら                          | 尾崎千秋       | 諸口あきら     |
| 1974.04.01 | 1976.10.02 | 尾崎千秋       | 尾崎千秋       | 高石ともや ザ・ナターシャー・セブン | 高石ともや ザ・ナターシャー・セブン | 諸口あきら     | 諸口あきら     |
| 1976.10.04 | 1976.12    | 尾崎千秋       | 笑福亭鶴瓶     | 横井くにえ                          | オール阪神・巨人                    | きたむらけん   | 諸口あきら     |
| 1977.01    | 1977.04.02 | 尾崎千秋       | 笑福亭鶴瓶     | キャンディー浅田                    | オール阪神・巨人                    | きたむらけん   | 諸口あきら     |
| 1977.04.04 | 1977.12    | 尾崎千秋       | 桂文珍         | キャンディー浅田                    | オール阪神・巨人                    | きたむらけん   | 諸口あきら     |
| 1978.01    | 1979.01.20 | 尾崎千秋       | 桂文珍         | やしきたかじん                      | オール阪神・巨人                    | きたむらけん   | 諸口あきら     |
| 1979.01.22 | 1979.03.31 | 尾崎千秋       | 桂文珍         | 広見早苗                            | オール阪神・巨人                    | きたむらけん   | 諸口あきら     |

## 主な準レギュラー
- 山崎弘士（近畿放送アナウンサー）土曜日「人間と猿のコーナー」で諸口あきらと共演
- 小杉征義（近畿放送アナウンサー）金曜日諸口あきらと共演

## 主なコーナー
- ギターセンター月光堂提供「まじめ半分ギター教室」（水・木:高石ともやとザ・ナターシャーセブンおよび金・土諸口あきら）
- 「通学沿線 気になるあのコ」（月・火:尾崎千秋）
- 「天気予報」

月・火：尾崎千秋は翌日の予報が晴れの場合「カサ、いりまへ～ん」、雨の場合は「カサ、いりまっせ～」とバックにエコーをかけて叫んだ。
- 「愛の告白」 - ミシェル・ポルナレフの「愛の休日」をバックに片想い告白の葉書をとりあげる。
- 「なんでもベスト5」（水:やしきたかじん）

リスナーの選んだ「ベスト5」を読む。リスナーが送った「すぐやらせてくれる女子高ベスト5」が原因で降板する事になる。
- 「心のともしび」 全曜日、日付が変わった以降に挿入。